# 里蒙代 (克勒兹省)
里蒙代（法語：Rimondeix）是法国克勒兹省的一个市镇，属于盖雷区（Guéret）雅尔纳热县（Jarnages）。该市镇总面积8.03平方公里，2009年时的人口为91人。

## 人口
里蒙代人口变化图示